# Emil Hölzel

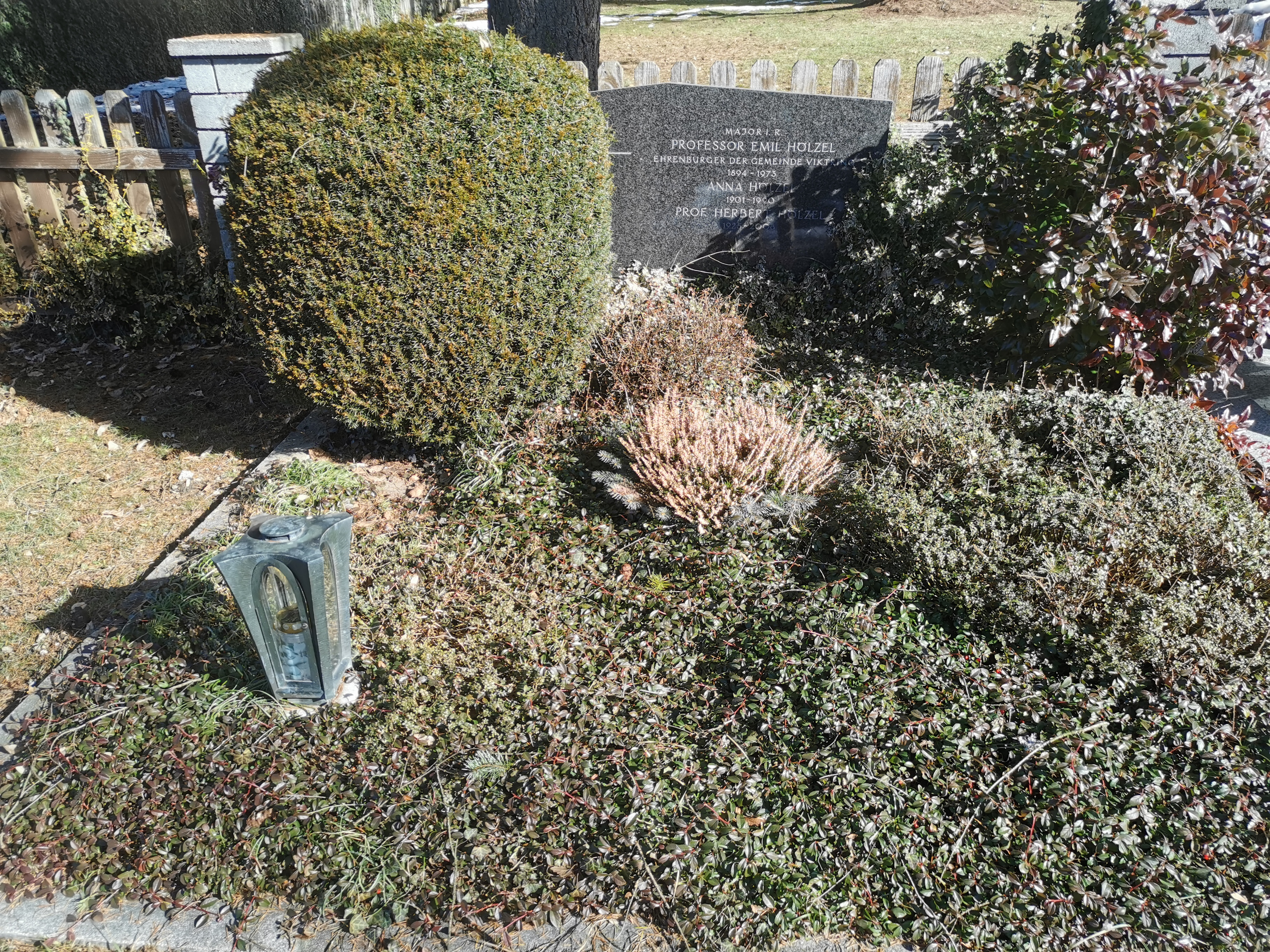
Grab der Familie Hölzel am Friedhof Stein-Viktring

Emil Hölzel (* 9. September 1894 in Ottensheim; † 1. Juni 1973 in Viktring) war ein österreichischer Offizier und Entomologe.

## Biographie
Emil Hölzel wurde 1894 in der Nähe von Wels als Sohn eines Gendarmen geboren. Bereits während seiner Schulzeit, die er in Wels an einem humanistischen Gymnasium zubrachte, entwickelte er Interesse für die Insektenkunde und legte eine erste Käfersammlung an.
Etwaige Studienpläne wurden jedoch durch den Ausbruch des Ersten Weltkrieges vereitelt. Hölzel meldete sich als Einjährig-Freiwilliger und wurde nach Böhmen zum Infanterieregiment Nr. 75 eingezogen. Am 1. Jänner 1916 wurde er dort vom Fähnrich zum Leutnant der Reserve befördert.
Für seinen Kriegseinsatz in Galizien wurde er mit der Großen Silbernen Tapferkeitsmedaille ausgezeichnet. Er absolvierte die Offiziersausbildung und wurde in Folge im Rang eines Leutnants an die Isonzofront beordert, wo er an allen zwölf Isonzoschlachten teilnahm.
Mit dem Zusammenbruch Österreich-Ungarns kehrte er im November 1918 als Oberleutnant zurück nach Wels und wurde in das neue österreichische Bundesheer übernommen. Auch während seiner Dienstzeit verfolgte er seine insektenkundlichen Interessen weiter – insbesondere die Käfer des Südostalpenraumes hatten es ihm angetan. Folglich nützte er 1925 die Gelegenheit für eine Versetzung zum Alpenjägerregiment 11 nach Klagenfurt, wo er schnell Kontakte mit dem Naturwissenschaftlichen Verein für Kärnten und dem Landesmuseum Kärnten knüpfte. Ab 1927 betreute er (neben seiner Arbeit als Berufssoldat) die entomologische Sammlung des Landesmuseums. Am 21. Dezember 1928 wurde er beim Alpenjäger-Regiment als Hauptmann in die 6. Dienstklasse der Verwendungsgruppe III (Truppenoffiziere) befördert.
1932 musste er seine Tätigkeit beim Landesmuseum unterbrechen, da er als Hauptmann im Juli vom Alpenjägerregimentes 11 zum Feldjägerbataillon 5 nach Villach versetzt wurde. Anfang 1934 erfolgte seine Versetzung zum Alpenjägerregiment 9 nach Straß und letztlich nach Enns. Dort fasste er 1937, mittlerweile im Rang eines Majors, den Entschluss, aus dem Militärdienst auszuscheiden und nach Kärnten zurückzukehren. Im Frühjahr 1938 wurde er in Viktring sesshaft und nahm sofort seine Arbeit im Naturwissenschaftlichen Verein und im Landesmuseum wieder auf.
Mit Beginn des Zweiten Weltkrieges kommandierte Hölzel kurzfristig ein Landesschützenbataillon, konnte seine Arbeit im Museum aber bald wieder aufnehmen. 1941 wurde er zum ehrenamtlichen Kustos für Zoologie und Entomologie bestellt. Während viele Posten des Museums und des Naturwissenschaftlichen Vereins nach ideologischen Gesichtspunkten neu besetzt wurden, sorgte die „Abseitigkeit“ von Hölzels Forschungsgebiet, in dem keine politischen Lorbeeren zu verdienen waren, dafür, dass er während des Krieges und darüber hinaus weiterarbeiten konnte. Zu Kriegsende organisierte er die Auslagerung der Insektensammlung in das Schloss Ebenthal, ebenso deren Neuaufstellung im Museum 1945. Seine Kustodenstelle behielt er bis 1965. Noch während des Krieges bemühte Hölzel sich um die Vernetzung aller in Kärnten lebenden Insektenforscher und -freunde. 1947 resultierte daraus die Gründung der Fachgruppe für Entomologie und Naturschutz, welche bis 1958 ein Mitteilungsblatt publizierte.
In Emil Hölzels stets auf Kärnten fokussierten Forschungen lassen sich zwei Richtungen unterscheiden: einerseits Arbeiten zur Untersuchung des Artenbestands einzelner Gruppen (z. B. Arbeiten zu den Ameisen, Heuschrecken und Grillen oder Gliederfüßern des Bundeslandes), andererseits breiter angelegte Untersuchungen zur Bodentierwelt bestimmter Gebiete (etwa in Buchen-Restwäldern der Kor- und Saualpe, im Hochmoor von St. Lorenzen in den Gurktaler Alpen oder in verschiedenen Höhlen), bei denen seine Beobachtungen nicht auf die Insektenwelt beschränkt blieben. Eine besondere Vorliebe Hölzels waren die Käfer – in diesem Bereich machte er sich um die Vervollständigung des 1900 bis 1906 von Karl Holdhaus und Theodor Prossen begonnenen Werkes Verzeichnis der bisher in Kärnten beobachteten Käfer verdient.

### Würdigung und Privatleben
„Eine der bedeutungsvollsten Forschergruppen in Kärnten sind die Entomologen Major a. D. E. Hölzel, Akad. Maler C. v. Demelt und J. Thurner. Bemerkenswert erscheint in diesem Zusammenhang, daß die genannten Forscher als Autodidakten internationale Anerkennung gefunden haben. So ist E. Hölzel in den letzten Jahren mit der Bearbeitung der Schaben, Fangschrecken und Ohrwürmer Kärntens (1960), mit einer Bearbeitung der Kärntner Zikaden (Hemiptera-Homoptera) (1965), sowie mit einer Ergänzung seiner bereits sehr umfangreichen Käferfauna Kärntens (1961) in Erscheinung getreten. Neben diesen faunistischen Untersuchungen zeigen die Arbeiten über die Höhlenfauna die Vielseitigkeit dieses Forschers, dem zu Ehren in Anerkennung seiner Leistungen auf dem Gebiet der Entomologie eine Unzahl von Insekten benannt wurden. An dieser Stelle soll auf die Bedeutung unseres Landesmuseums hingewiesen werden, dessen entomologischer Abteilung Hölzel durch Jahrzehnte als Kustos vorgestanden ist. Die enge Verbindung von Museum, das die einzige offizielle Arbeitsstätte auf diesem Gebiet darstellt, und zoologischer Landesforschung läßt der Umstand erkennen, daß von vielen systematischen Gruppen Belegstücke in den Sammlungen des Museums fast vollständig vorhanden sind, was im besonderen für die von Hölzel bearbeiteten Insektenfamilien gilt.“

Im Jahr 1964 wurde Emil Hölzel für seine Verdienste um die naturwissenschaftliche Forschung mit dem Theodor-Körner-Preis ausgezeichnet. 1970 verlieh ihm Bundespräsident Franz Jonas den Ehrentitel Professor, 1971 ehrte ihn die Universität Innsbruck mit der Auszeichnung Excellenti in litteris. Der Naturwissenschaftliche Verein für Kärnten ernannte ihn 1973 zu seinem Ehrenmitglied. Hölzel war seit 1921 mit Anna (geb. Schiffmann) verheiratet. Das Paar hatte einen Sohn Herbert Hölzel, der ebenfalls als Entomologe tätig war. Bei aller Liebe zur Entomologie umgab Hölzel die Aura eines wortkargen alten Soldaten, der von seinen Gesprächspartnern oft respektvoll „Major“ genannt wurde. Er pflegte einen spartanischen Lebensstil, schlief immer auf einem eisernen Feldbett und fuhr stets mit dem Fahrrad zum Museum. Emil Hölzel verstarb 1973 in seinem langjährigen Wohnort Viktring, dessen Ehrenbürger er 1969 geworden war und wo ein Straßenname an ihn erinnert.

## Veröffentlichungen (Auswahl)
- Ameisen Kärntens. In: Carinthia II. 62. Jahrgang. Klagenfurt 1952, S. 89–132.
- Heuschrecken und Grillen Kärntens. In: Carinthia II. Sonderheft 19. Klagenfurt 1955.
- Die Bodenfauna eines während der Eiszeit persistierenden Buchenwaldes am Südhang der Koralpe. I. Teil: Geographische, ökologische und faunistische Verhältnisse. In: Carinthia II. 67. Jahrgang. Klagenfurt 1957, S. 111–127.
- Die Kleopterenfauna des östlichen Teils der Karnischen Nordkette, Faunistik und zoogeographische Darstellung. In: Mitteilungen der Münchner Entomologischen Gesellschaft. Band 48. München 1958, S. 1–48.
- Die Hafner- und die Hundhöhle am Rabenberg in den Karawanken und die Kurathöhle in der Sattnitz mit ihren tierischen Bewohnern. In: Carinthia II. 68. Jahrgang. Klagenfurt 1958, S. 24–45.
- Schaben, Fangschrecken und Ohrwürmer aus Kärnten (Blattodea, Mantodea, Dermaptera). In: Carinthia II. 70. Jahrgang. Klagenfurt 1960, S. 147–178.
- Tierleben im Eiskeller der Matzen in der Karawankennordkette. In: Carinthia II. 73. Jahrgang. Klagenfurt 1963, S. 161–187.
- Die Fauna des Hochmoores von St. Lorenzen in den Gurke Alpen. In: Carinthia II. 77. Jahrgang. Klagenfurt 1967, S. 195–211.
- Aus der Tierwelt Kärntens. In Kärnten entdeckte Arthropoden. In: Buchreihe des Landesmuseums für Kärnten. Band 24. Klagenfurt 1967.
- Die petrophile Arthropodenfauna der Bergwälder des Sattnitzzuges in Kärnten. In: Carinthia II. Sonderheft 28. Klagenfurt 1971, S. 371–394.